# Автозчеплення Віллісона
Автозчеплення Віллісона — автоматичний зчепний пристрій, який застосовують на залізничному транспорті.
Дане автозчеплення винайшли в США в 1910 році. Воно являє автозчеплення з двохзубим контуром зачеплення.
Використовувалося для зчеплення рухомого складу шахт і копалень в Європі. На її основі було розроблене автозчеплення СА-3.